# If Leaving Me Is Easy
If Leaving Me Is Easy è un singolo del cantante britannico Phil Collins, pubblicato nel 1981 ed estratto dal suo primo album da solista Face Value.

## Tracce
- 7"

1. If Leaving Me Is Easy
2. I Miss You, Babe (demo)

## Cover
Nel 1985 il gruppo The Isley Brothers ha realizzato una cover del brano, presente nell'album Masterpiece.

## Formazione
- Phil Collins – piano Rhodes, voce, batteria, sintetizzatore
- Alphonso Johnson – basso
- Eric Clapton – chitarra
- Daryl Stuermer – chitarra
- Don Myrick – sassofono contralto
- Rahmlee Michael Davis, Michael Harris – flicorni
- Arif Mardin – arrangiamento archi